# 미카모촌 (오카야마현)
미카모촌(美甘村)은 오카야마현 북부에 위치했던 촌이며, 마니와군에 속했다. 현재는 합병으로 마니와시에 해당한다.

## 역사
에도시대 중기, 역참 마을을 중심으로 미카미촌의 그루터기는 주로 목지도매주, 철도매주, 주조주, 말그루 등이 있었다. 옻칠, 뽕나무, 차 재배도 성행하였다.
- 1889년 6월 1일 - 정촌제 시행에 의해 마시마군 미카모촌이 성립하였다.
- 1904년 4월 1일 - 마시마군, 오바군과 합병해 마니와군이 되었다.
- 2005년 3월 31일 - 마니와군 오치아이정, 가쓰야마정, 구세정, 유바라정, 가와카미촌, 주카촌, 호쿠보정, 야쓰카촌과 합병으로 마니와시가 되었다. 동일 미카모촌은 폐지되었다.

## 교통

### 철도
- 서일본 여객철도 기신 선

### 도로
- 국도 제181호선